# Sergei Wladimirowitsch Brylin
Sergei Wladimirowitsch Brylin (russisch Сергей Владимирович Брылин; * 13. Januar 1974 in Moskau, Russische SFSR) ist ein ehemaliger russischer Eishockeyspieler, der im Laufe seiner Karriere beim HK ZSKA Moskau, den New Jersey Devils und dem SKA Sankt Petersburg aktiv war. Seit seinem Karriereende arbeitet er als Trainer, aktuell seit August 2022 als Assistenztrainer bei den New Jersey Devils.

## Karriere

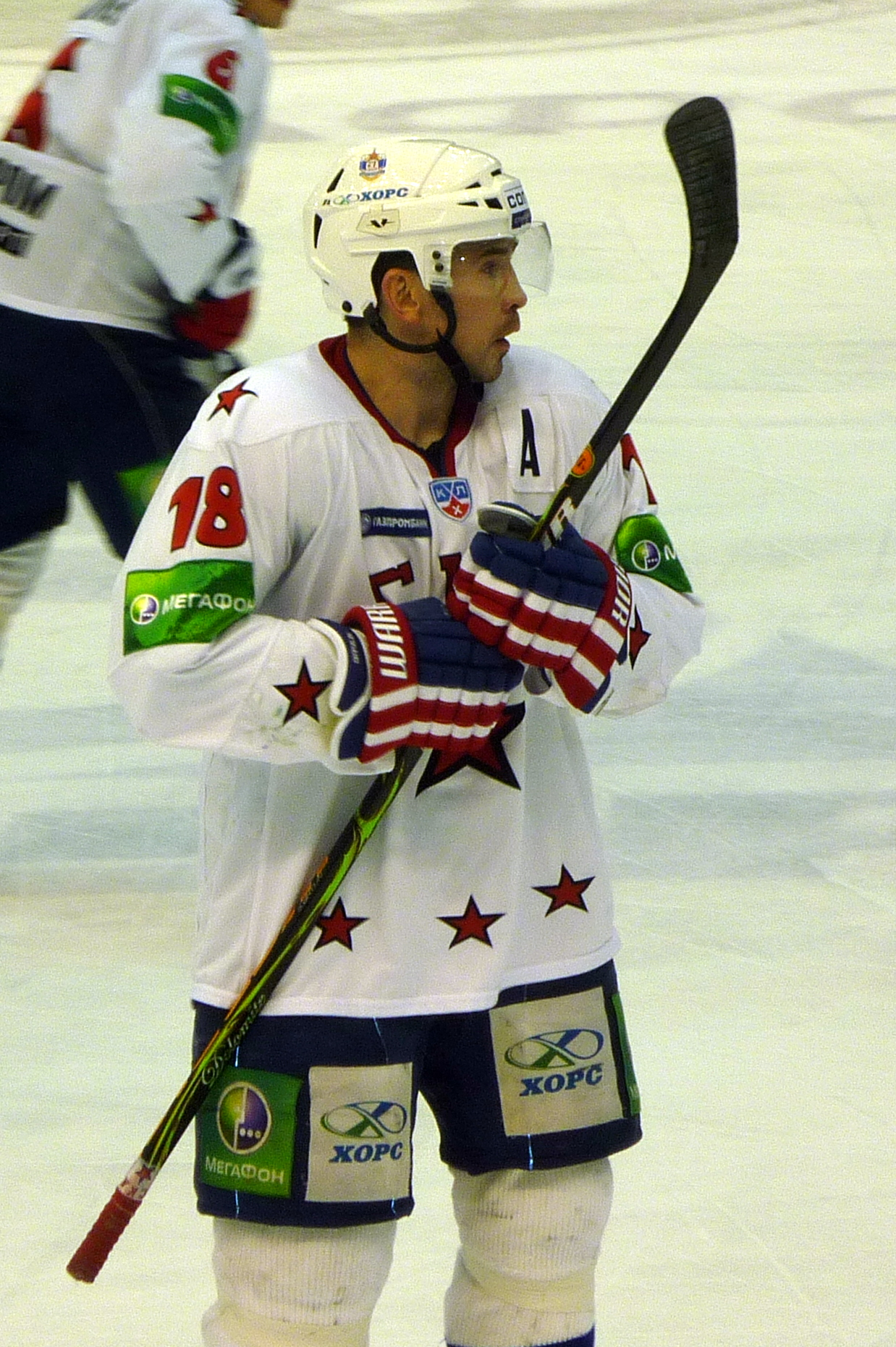
Sergei Brylin im Trikot des SKA Sankt Petersburg, 2010

Sergei Brylin begann seine Karriere bei HK ZSKA Moskau, für die er von 1991 bis 1994 insgesamt drei Jahre lang in der Russischen Superliga spielte. Während dieser Zeit wurde er im NHL Entry Draft 1992 in der zweiten Runde als insgesamt 42. Spieler von den New Jersey Devils aus der National Hockey League ausgewählt. Für die Devils spielte der Angreifer von 1994 bis 2004 und von 2005 bis 2008 insgesamt 13 Jahre lang und gewann in dieser Zeit in den Jahren 1995, 2000 und 2003 drei Mal den prestigeträchtigen Stanley Cup. Während des Lockout in der NHL-Saison 2004/05 stand Brylin erneut in seiner russischen Heimat unter Vertrag und spielte für Chimik Woskressensk. Beim Verein aus der Russischen Superliga erhielt Brylin am 4. November 2004 als Free Agent einen Vertrag, ehe er nach Wiederaufnahme des Spielbetriebs in der NHL weitere drei Jahre für die Devils aktiv war.
Am 11. Juli 2008 verließ Brylin die Devils und unterschrieb einen Vertrag bei SKA Sankt Petersburg aus der Kontinentalen Hockey Liga, für den er bis 2011 aktiv war und über 170 Spiele in der KHL absolvierte. Im August 2011 wechselte er innerhalb der KHL zu Metallurg Nowokusnezk, wo er seine Karriere 2012 beendete.
Anschließend wurde er in den Trainerstab der Albany Devils aufgenommen, wo er ebenso als Assistenztrainer fungierte wie bei deren Nachfolgern, den Binghamton Devils sowie seit der Saison 2021/22 den Utica Comets. Im August 2022 wurde er dann zum Assistenztrainer bei deren NHL-Kooperationspartner befördert, den New Jersey Devils, für die er selbst aktiv spielte.

## Erfolge und Auszeichnungen
- 1995 Stanley-Cup-Gewinn mit den New Jersey Devils
- 2000 Stanley-Cup-Gewinn mit den New Jersey Devils
- 2003 Stanley-Cup-Gewinn mit den New Jersey Devils
- 2010 Spengler-Cup-Gewinn mit dem SKA Sankt Petersburg

### International
- 1992 Bronzemedaille bei der U18-Junioren-Europameisterschaft
- 1994 Bronzemedaille bei der Junioren-Weltmeisterschaft
- 2007 Bronzemedaille bei der Weltmeisterschaft